# Atletica leggera ai Giochi della XXXI Olimpiade - 5000 metri piani maschili

Video della Finale (ultimi 200 metri)

Ai Giochi della XXXI Olimpiade, che si sono tenuti a Rio de Janeiro nel 2016, la competizione dei 5000 metri piani maschili si è svolta tra il 17 e il 20 agosto presso lo Stadio Nilton Santos.

## Presenze ed assenze dei campioni in carica
Per i campionati europei si considera l'edizione del 2014.
| Competizione             | Atleta           | Prestazione              | Rio 2016   |
| ------------------------ | ---------------- | ------------------------ | ---------- |
| Olimpiadi 2012           | Mohamed Farah    | 13'41"66                 | Presente   |
| Commonwealth 2014        | Caleb Ndiku      | 13'12"07                 | Presente   |
| Europei 2014             | Mohamed Farah    | 14'05"82                 | Presente   |
| Asiatici 2014            | Mohamad Al-Garni | 13'26"13                 | Assente    |
| Africani 2015            | Getaneh Molla    | 13'21”88                 | Non selez. |
| Mondiali 2015            | Mohamed Farah    | 13'50"38                 | Presente   |
|                          |                  |                          |            |
| Olimpiadi giovanili 2010 | Abrar Osman      | 8'07”24 (sui 3000 metri) | Presente   |
| Mondiali junior 2012     | Muktar Edris     | 13'38"95                 | Presente   |

## La gara
Nelle batterie il miglior tempo è di Paul Chelimo (nato in Kenya, cittadino USA dal 2015) con 13'19”54, nuovo record personale. Sorprendentemente non ci sono kenioti tra i finalisti.

Il favorito d'obbligo per il titolo è Mohammed Farah, che ha vinto i 10000 metri sette giorni prima con una delle sue irresistibili volate.
In finale Farah è contro tutti. Gli etiopici provano a controllare la gara mettendosi davanti e tirando il gruppo. I primi 3000 metri sono percorsi in 7'57”15. Ma Farah appare ancora in forma all'ultimo giro. Quando mancano 400 metri alla fine scavalca Gebrhivet e si lancia verso il traguardo. L'etiope lo segue da vicino, ma progressivamente perde contatto con il britannico e prima della linea finale viene superato da Chelimo. 
Il vincitore ha corso l'ultimo giro in 52”83 e gli ultimi 1000 metri in 2'23”92.

Paul Chelimo aveva un personale prima dei Giochi di 13'21”61. Si è quindi migliorato di ben 17,71 secondi.
Mohammed Farah non perde un titolo internazionale sui 5000 metri dal 2009.

La doppia accoppiata 5000-10000 in due olimpiadi successive eguaglia l'impresa del finlandese Lasse Virén realizzata nel 1972 e nel 1976.

## Risultati

### Batterie
Qualificazione: i primi 5 di ogni batteria (Q) e i successivi 6 migliori tempi.

#### Batteria 1
| Posizione | Atleta                  | Nazionalità    | Tempo    | Note                          |
| --------- | ----------------------- | -------------- | -------- | ----------------------------- |
| 1         | Hagos Gebrhiwet         | Etiopia        | 13'24"65 | Q                             |
| 2         | Albert Kibichii Rop     | Bahrein        | 13'24"95 | Q                             |
| 3         | Mo Farah                | Gran Bretagna  | 13'25"25 | Q                             |
| 4         | Joshua Kiprui Cheptegei | Uganda         | 13'25"70 | Q                             |
| 5         | Bernard Lagat           | Stati Uniti    | 13'26"02 | Q                             |
| 6         | Caleb Ndiku             | Kenya          | 13'26"63 |                               |
| 7         | Hayle İbrahimov         | Azerbaigian    | 13'27"11 |                               |
| 8         | Aron Kifle              | Eritrea        | 13'29"45 |                               |
| 9         | Ilias Fifa              | Spagna         | 13'30"23 |                               |
| 10        | Kemoy Campbell          | Giamaica       | 13'30"32 |                               |
| 11        | Jacob Kiplimo           | Uganda         | 13'30"40 |                               |
| 12        | Charles Yosei Muneria   | Kenya          | 13'30"95 |                               |
| 13        | Hassan Mead             | Stati Uniti    | 13'34"27 | q                             |
| 14        | Younés Essalhi          | Marocco        | 13'41"41 |                               |
| 15        | Namakoe Nkhasi          | Lesotho        | 13'41"92 |                               |
| 16        | Bashir Abdi             | Belgio         | 13'42"83 |                               |
| 17        | Olivier Irabaruta       | Burundi        | 13'44"08 |                               |
| 18        | Sam McEntee             | Australia      | 13'50"55 |                               |
| 19        | Lucas Bruchet           | Canada         | 14'02"02 |                               |
| 20        | Richard Ringer          | Germania       | 14'05"01 |                               |
| 21        | Mukhlid Al-Otaibi       | Arabia Saudita | 14'18"48 |                               |
| 22        | Kota Murayama           | Giappone       | 14'26"72 |                               |
| 23        | Hari Kumar Rimal        | Nepal          | 14'54"42 |                               |
| 24        | Mohamed Daud Mohamed    | Somalia        | 14'57"84 |                               |
| 25        | Rosefelo Siosi          | Isole Salomone | 15'47"76 | Miglior prestazione personale |

#### Batteria 2
| Posizione | Atleta                | Nazionalità         | Tempo    | Note                                     |
| --------- | --------------------- | ------------------- | -------- | ---------------------------------------- |
| 1         | Paul Kipkemoi Chelimo | Stati Uniti         | 13'19"54 | Q                                        |
| 2         | Muktar Edris          | Etiopia             | 13'19"65 | Q                                        |
| 3         | Dejen Gebremeskel     | Etiopia             | 13'19"67 | Q                                        |
| 4         | Birhanu Balew         | Bahrein             | 13'19"83 | Q                                        |
| 5         | Andrew Butchart       | Gran Bretagna       | 13'20"08 | Q                                        |
| 6         | Mohammed Ahmed        | Canada              | 13'21"00 | q                                        |
| 7         | Elroy Gelant          | Sudafrica           | 13'22"00 | q                                        |
| 8         | Abrar Osman           | Eritrea             | 13'22"56 | q                                        |
| 9         | Brett Robinson        | Australia           | 13'22"81 | q                                        |
| 10        | David Torrence        | Perù                | 13'23"20 | q                                        |
| 11        | Phillip Kipyeko       | Uganda              | 13'24"66 | Miglior prestazione personale stagionale |
| 12        | Isiah Koech           | Kenya               | 13'25"15 |                                          |
| 13        | Patrick Tiernan       | Australia           | 13'28"48 |                                          |
| 14        | Florian Orth          | Germania            | 13'28"88 |                                          |
| 15        | Hiskel Tewelde        | Eritrea             | 13'30"23 |                                          |
| 16        | Suguru Osako          | Giappone            | 13'31"45 | Miglior prestazione personale stagionale |
| 17        | Adel Mechaal          | Spagna              | 13'34"42 |                                          |
| 18        | Soufiyan Bouqantar    | Marocco             | 13'56"55 |                                          |
| 19        | Ali Kaya              | Turchia             | 14'05"34 |                                          |
| 20        | Tom Farrell           | Gran Bretagna       | 14'11"65 |                                          |
| 21        | Tariq Al-Amri         | Arabia Saudita      | 14'26"90 |                                          |
| 22        | Antonio Abadía        | Spagna              | 14'33"20 |                                          |
| 23        | Kefasi Chitsala       | Malawi              | 14'52"89 |                                          |
| 24        | San Naing             | Birmania            | 15'51"05 |                                          |
| 25        | Romario Leitao        | São Tomé e Príncipe | 15'53"32 |                                          |
| –         | Zouhair Aouad         | Bahrein             | Rit.     |                                          |

### Finale
| Record mondiale      | Kenenisa Bekele | 12'37"35 | Hengelo | 31 maggio 2004 |
| Record olimpico      | Kenenisa Bekele | 12'57"82 | Pechino | 23 agosto 2008 |
| Capolista stagionale | Mohamed Farah   | 12'59"29 | Londra  | 23 luglio 2016 |

Sabato 20 agosto, ore 21:30.
| Pos.    | Atleta              | Età | Nazione       | Tempo    | Note                          |
| ------- | ------------------- | --- | ------------- | -------- | ----------------------------- |
| Oro     | Mohammed Farah      | 33  | Gran Bretagna | 13'03"30 |                               |
| Argento | Paul Chelimo        | 26  | Stati Uniti   | 13'03"90 | Record nazionale              |
| Bronzo  | Hagos Gebrhiwet     | 22  | Etiopia       | 13'04"35 |                               |
| 4       | Mohammed Ahmed      | 25  | Canada        | 13'05"94 |                               |
| 5       | Bernard Lagat       | 42  | Stati Uniti   | 13'06"78 |                               |
| 6       | Andrew Butchart     | 25  | Gran Bretagna | 13'08"61 | Miglior prestazione personale |
| 7       | Albert Kibichii Rop | 24  | Bahrein       | 13'08"79 |                               |
| 8       | Joshua Cheptegei    | 20  | Uganda        | 13'09"17 |                               |
| 9       | Birhanu Balew       | 20  | Bahrein       | 13'09"26 | Miglior prestazione personale |
| 10      | Abrar Osman         | 22  | Eritrea       | 13'09"56 |                               |
| 11      | Hassan Mead         | 27  | Stati Uniti   | 13'09"81 |                               |
| 12      | Dejen Gebremeskel   | 27  | Etiopia       | 13'15"91 |                               |
| 13      | Elroy Gelant        | 30  | Sudafrica     | 13'17"47 |                               |
| 14      | Brett Robinson      | 25  | Australia     | 13'32"30 |                               |
| 15      | David Torrence      | 31  | Perù          | 13'43"12 |                               |
| –       | Muktar Edris        | 22  | Etiopia       | Squal.   | [ 2 ]                         |